# Rue de la Louisiane
Rue de la Louisiane är en gata i Quartier de la Chapelle i Paris artonde arrondissement. Gatan är uppkallad efter Louisiana, ett före detta administrativt distrikt i Nya Frankrike. Rue de la Louisiane börjar vid Rue de la Guadeloupe 2 och slutar vid Rue de Torcy 21.

## Omgivningar
- Saint-Denys de la Chapelle
- Sainte-Jeanne-d'Arc
- Impasse de la Chapelle
- Cité de la Chapelle
- Boulevard de la Chapelle
- Place de la Chapelle
- Bois Dormoy
- Jardin Nusch-Éluard

## Bilder
| - Gatuskylt. - Saint-Denys de la Chapelle. - Sainte-Jeanne-d'Arc. - Jardin Nusch-Éluard. |

## Kommunikationer
- Tunnelbana – linje  – Marx Dormoy
- Busshållplats Place de Torcy – Paris bussnät

### Webbkällor
- ”Rue de la Louisiane”. Mairie de Paris. https://web.archive.org/web/20160303193730/http://www.v2asp.paris.fr/commun/v2asp/v2/nomenclature_voies/Voieactu/5731.nom.htm. Läst 15 september 2023.
- ”Rue de la Louisiane (18ème arrondissement)”. Les rues de Paris. https://web.archive.org/web/20190901222212/http://www.parisrues.com/rues18/paris-18-rue-de-la-louisiane.html. Läst 15 september 2023.